# 溫泉村 (阿肯色州)
溫泉村（英語：Hot Springs Village）是位於美國阿肯色州加蘭縣的一個人口普查指定地區。

## 地理
溫泉村的座標為34°39′52″N 92°59′46″W / 34.66444°N 92.99611°W，而該地最高點為海拔高度239米（即784英尺）。

## 人口
根據2020年美國人口普查的數據，溫泉村的面積為156.84平方千米，當中陸地面積為149.28平方千米，而水域面積為7.56平方千米。當地共有人口15861人，而人口密度為每平方千米101人。